# 索洛特溫西基河
索洛特溫西基河（烏克蘭語：Солотвинський），是烏克蘭的河流，位於該國西部外喀爾巴阡州，屬於斯塔拉河的右支流，發源自上索洛特維納以北，河道全長21公里，流域面積43.8平方公里。